# Liste der Monuments historiques in Beaulieu-en-Argonne
Die Liste der Monuments historiques in Beaulieu-en-Argonne führt die Monuments historiques in der französischen Gemeinde Beaulieu-en-Argonne auf.

## Liste der Immobilien
| Bezeichnung               | Beschreibung | Standort                      | Kennzeichnung | Schutzstatus | Datum | Bild           |
| ------------------------- | --- | ----------------------------- | ------------- | ------------ | ----- | -------------- |
| Wohnhaus                  | ehemaliges Pfarrhaus; aus dem 18. Jahrhundert                                                                              | 29 Grand-Rue (Lage)           | PA00106706    | Inscrit      | 1992  |                |
| Kapelle St-Rouin          | Wallfahrtskapelle bei einer Eremitage des 17. Jahrhunderts; von 1954 bis 1961 erbaut, Architekt Louis-Bertrand Rayssiguier | nordwestlich des Ortes (Lage) | PA00132765    | Classé       | 1998  | weitere Bilder |
| Mariä-Himmelfahrt-Retabel | aus dem 17. Jahrhundert | nordwestlich des Ortes (Lage) | PA00106496    | Classé       | 1972  |                |

## Liste der Objekte
| Bezeichnung               | Beschreibung                                                             | Standort                        | Kennzeichnung | Schutzstatus | Datum | Bild |
| ------------------------- | ------------------------------------------------------------------------ | ------------------------------- | ------------- | ------------ | ----- | ---- |
| Kelter                    | Holz, Anfang des 18. Jahrhunderts                                        | im kommunalen Kelterhaus (Lage) | PM55000111    | Classé       | 1926  |      |
| Mariä-Himmelfahrt-Retabel | Altartisch, Retabel und Skulpturengruppe; Marmor, Stein, 17. Jahrhundert | nordwestlich des Ortes (Lage)   | PM55000110    | Classé       | 1972  |      |